# Coll (anatomia)

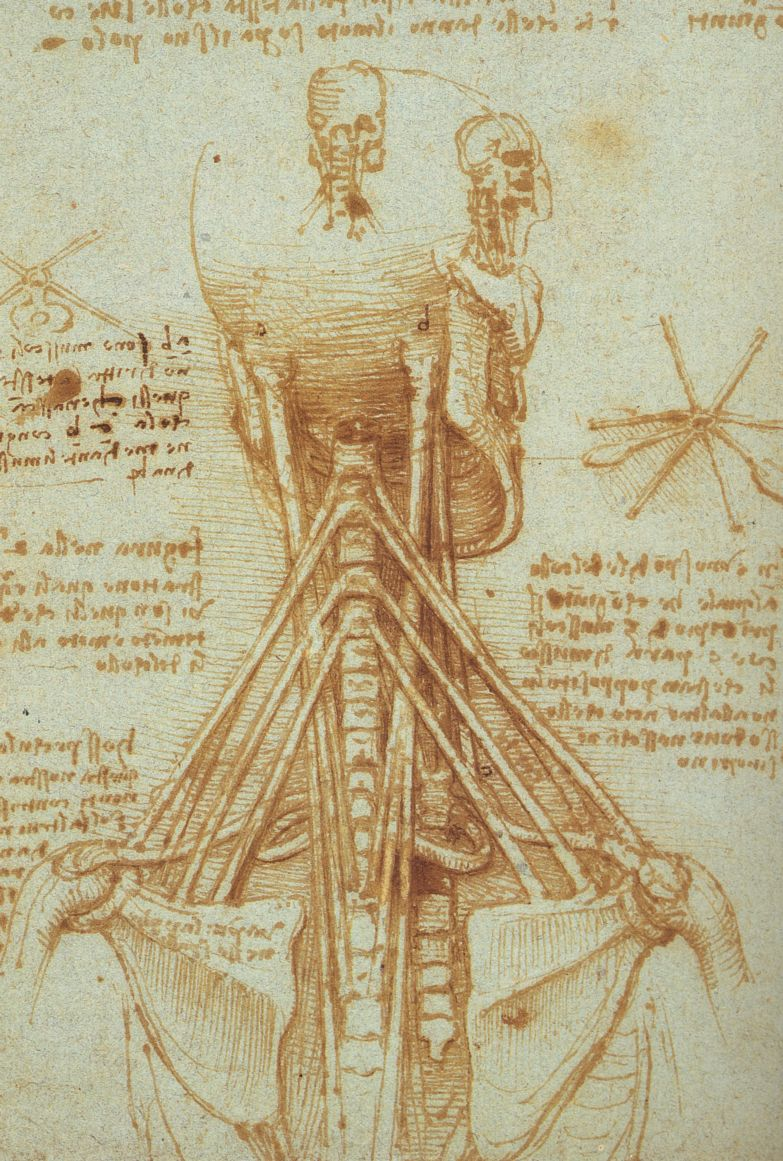
Dibuix de l'anatomia del coll humà. Per Leonardo Da Vinci (c.1515).

El coll és la part del cos de diversos grups de vertebrats (amfibis, rèptils, ocells i mamífers) que uneix el cap amb el tors.
És l'àrea de transició entre el crani —per dalt—, el tronc i les extremitats superiors —per sota. Funciona com un conducte per les estructures que circulen entre ells, a més de contenir estructures especialitzades tals com la laringe, la tràquea, l'esòfag i les glàndula tiroides i paratiroides. Per a facilitar la flexibilitat i potenciar l'eficàcia dels òrgans sensorials que es troben en el cap, el coll presenta una estructura relativament prima.
Les estructures contingudes en el coll (tant en l'home com en l'animal) són vulnerables a ferides de diversa índole, ja que el coll no els ofereix protecció òssia —amb excepció de la medul·la espinal, la qual està continguda dins del canal cervical. La irrigació sanguínia està donada principalment per les artèries caròtides i el drenatge venós per les venes jugulars —externa, interna i anterior.